# Цепра (Клецкий район)
Цепра (бел. Цапра) — деревня в Клецком районе Минской области Белоруссии, в составе Краснозвёздовского сельсовета. Население 178 человек (2009).

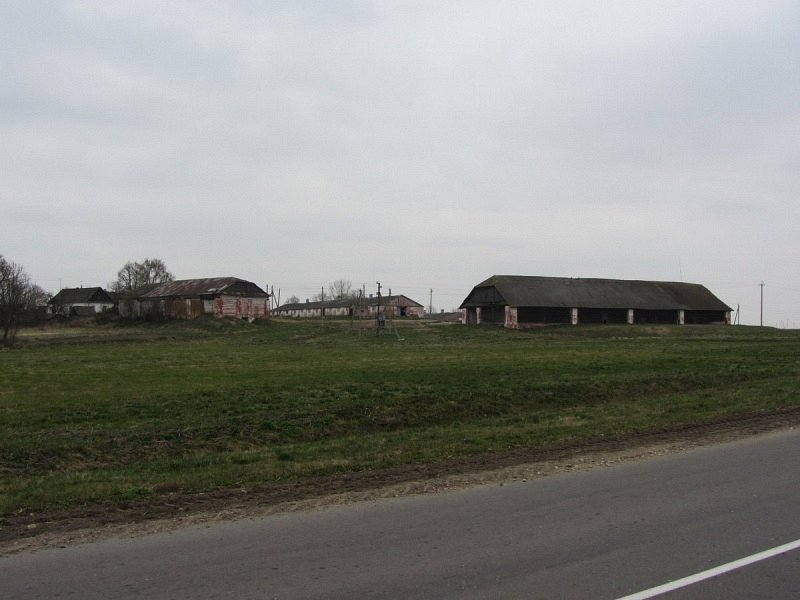
Строения бывшей усадьбы

## География
Цепра находится в 2 км к востоку от центра сельсовета Красная Звезда и в 7 км юго-восточнее райцентра, города Клецк. Деревня связана местными дорогами с Клецком, Красной Звездой, Грицевичами, прочие дороги ведут в окрестные деревни. По западной окраине протекает река Цепра, приток реки Лань.

## Достопримечательности
- Крестовозвиженский православный храм. Построен в 1990-х годах на месте деревянной церкви 1740 года, разрушенной в 1960-х годах.
- Остатки бывшей дворянской усадьбы XIX века. Сохранились усадебный дом и несколько хозпостроек